# Лужичани (племе)
Лужичани су средњовјековно западнословенско племе, које је заједно са Далеминцима, Милчанима, Србима, Нишанима, Суслима и другим племенима чинило једну од три главне скупине Полапских Словена, племенских савез Лужичких Срба.
Племе Лужичана се сматра претком Лужичких Срба (углавном Доњолужичких Срба), који живе на истоку Њемачке. „Баварски географ” је у 9. вијеку за ово племе користи назив Lunsizi.
У другој половини 1. миленијума Лужичани су насељавали простор дуж ријеке Шпреје, која грубо одговара савременој Доњој Лужици на територији данашње Њемачке (савезна покрајина Бранденбург). Западно од Лужичана налазило се племе Нижићи, сјеверно Љубушани и друга племена, јужно од Лужани налазили су се Милчани, а источно од њих Шлеска племена (Дедошани и други).
Лужичани су настали као резултат сеобе Словена, вјероватно, из Шлезије у међурјечје Одре и Лабе, доњевши у регион Торновску културу (по споменику Торново у басену Шпреје), помјешавши се са племенима која су ту живјела од 6. вијека, настала је Суковско-дзедзицка култура, која је укључивала племена око Лужичана, Милчане, Слубјане, Жаровјане и друга племена.
У 9. вијека дио Лужичана је ушао у племенски савез Срба, а њихов етноним се почео ширити међу Лужичанима. Почетком 10. вијека Лужичане су покорили Германи.
Заједно са Милчанима Лужичани су постали главно племе, које је учествовало у формирању лужичкосрпског етноса. Историјска област Лужица се проширила на простор Будишина, које су насељавали потомци племе Милчана. Подјела на Доњу и Горњу Лужицу настаће у 15. вијеку.